# Marathon van Amsterdam 1982

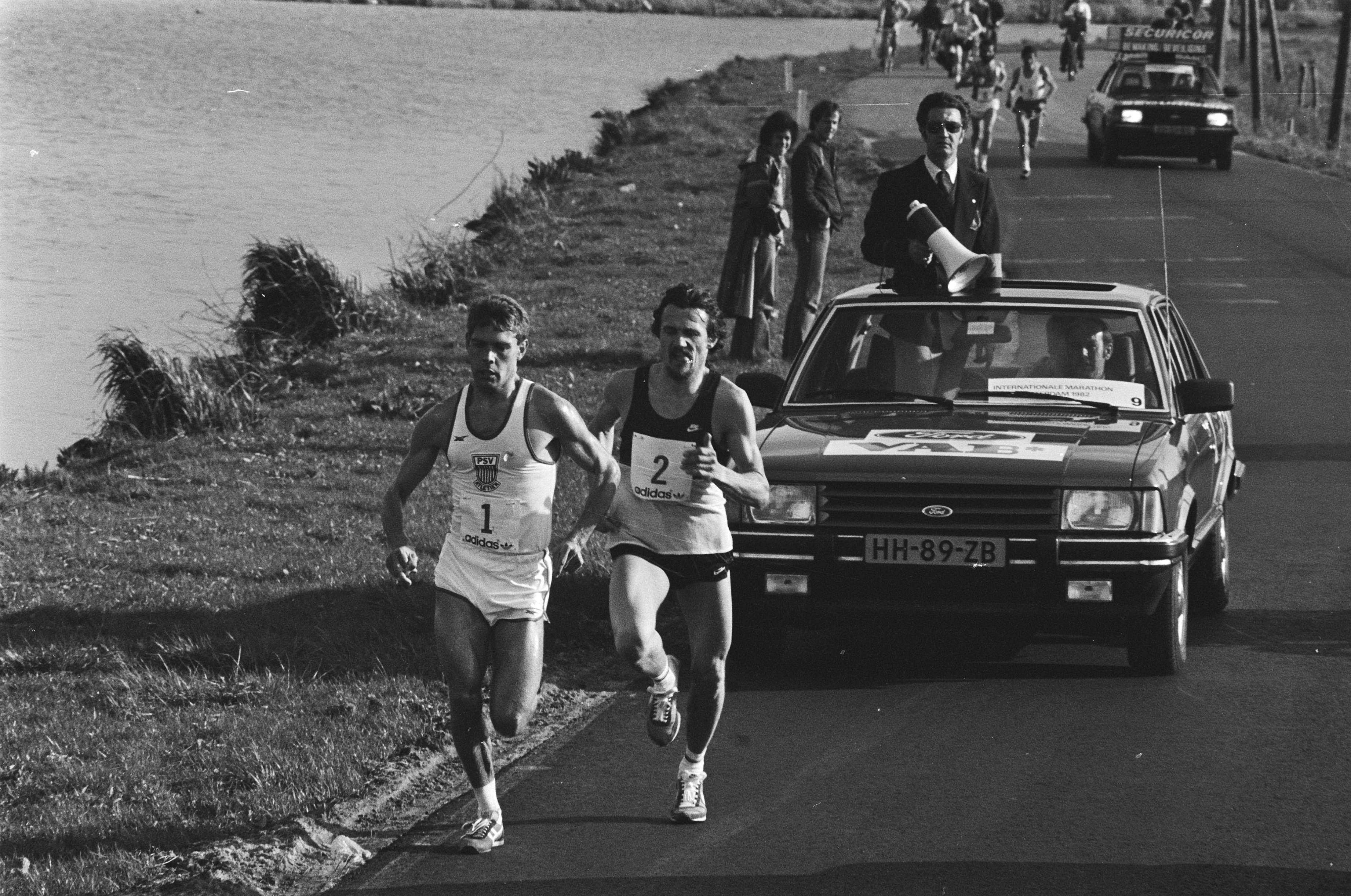
Kopgroep tijdens de wedstrijd.

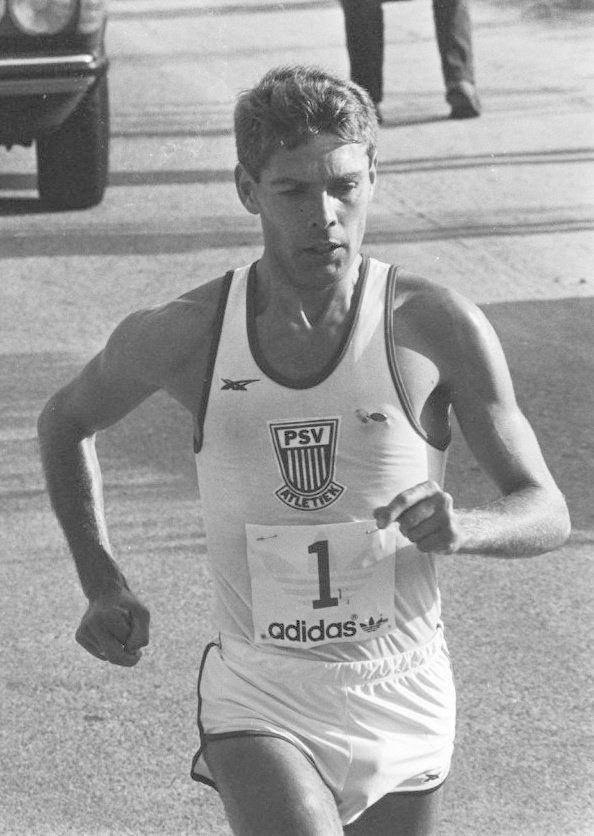
Cor Vriend op weg naar zijn vierde nationale titel op de marathon.

De marathon van Amsterdam 1982 werd gelopen op zaterdag 8 mei 1982. Het was de zevende editie van deze marathon. De Nederlander Cor Vriend kwam als eerste over de streep in 2:12.15. Zijn landgenote Annie van Stiphout won bij de vrouwen in 2:37.28.
Deze wedstrijd deed tevens dienst als Nederlands kampioenschap op de marathon.

## Uitslagen

### Mannen
| rang   | naam               | land | tijd    | opmerkingen |
| ------ | ------------------ | ---- | ------- | ----------- |
| Goud   | Cor Vriend         | NED  | 2:12.15 | 1e NK       |
| Zilver | José Reveyn        | BEL  | 2:12.26 |             |
| Brons  | Eleuterio Antón    | ESP  | 2:14.14 |             |
| 4      | Michael Koussis    | GRE  | 2:14.36 |             |
| 5      | Gyorgy Sinko       | HUN  | 2:15.40 |             |
| 6      | Andras Fancsali    | HUN  | 2:17.30 |             |
| 7      | Jan-Ivar Westlund  | SWE  | 2:19.57 |             |
| 8      | Kyriakos Lazerides | GRE  | 2:20.11 |             |
| 9      | Henk van Hoek      | NED  | 2:20.26 | 2e NK       |
| 10     | George Afordakos   | GRE  | 2:20.40 |             |

### Vrouwen
| rang   | naam               | land | tijd    | opmerkingen |
| ------ | ------------------ | ---- | ------- | ----------- |
| Goud   | Annie van Stiphout | NED  | 2:37.28 | 1e NK       |
| Zilver | Ine Bakker         | NED  | 2:48.10 | 2e NK       |
| Brons  | Eefje van Wissen   | NED  | 2:49.40 | 3e NK       |

1975 ·
1976 ·
1977 ·
1978 ·
1979 ·
1980 ·
1981 ·
1982 ·
1983 ·
1984 ·
1985 ·
1986 ·
1987 ·
1988 ·
1989 ·
1990 ·
1991 ·
1992 ·
1993 ·
1994 ·
1995 ·
1996 ·
1997 ·
1998 ·
1999 ·
2000 ·
2001 ·
2002 ·
2003 ·
2004 ·
2005 ·
2006 ·
2007 ·
2008 ·
2009 ·
2010 ·
2011 ·
2012 ·
2013 ·
2014 ·
2015 ·
2016 ·
2017 ·
2018 ·
2019 ·
2020 ·
2021 ·
2022 ·
2023 ·
2024 ·
2025